# Ligugnana
Ligugnana (Ligugnane in friulano standard, Ligugnana nella variante locale), è la frazione più grande e popolosa del comune di San Vito Al Tagliamento.

## Geografia fisica

### Idrografia
Il centro abitato è attraversato dalla Roggia Mussolera, che ne segna il confine occidentale. 

### Posizione geografica
Un tempo centro abitato a sé stante, è ormai inglobata nel centro abitato di San Vito di cui è la parte più orientale.
Il centro della frazione si sviluppa intorno a Piazza IV Novembre (ubicata sul asse stradale tra Madonna di Rosa e Cragnutto), di recente restaurazione, che circonda sui lati nord, est e sud col suo centro storico caratterizzato da edifici a schiera non sempre seguenti l'asse stradale. Poco ad ovest della piazza vi sono il centro sportivo di Ligugnana ed un'area scolastica, che segnano parte del confine con la località di Madonna di Rosa. Il resto del tessuto abitato è caratterizzato da villete e palazzi risalenti dalla seconda metà del XX sec. in poi.
La frazione, situata nella parte orientale di San Vito, confina con:
- A nord, divisi da dei campi, con Rosa;
- A est, lungo l'omonima strada e sempre divisi da dei campi, con Cragnutto;
- A sud confina con la frazione di Braida Bottari e la località di Case Rota (l'incrocio tra le Vie Montello, Carbona e Zara; sempre parte di Braida);
- Tutto il confine occidentale è segnato dalla Roggia Mussolera con andamento nord-sud, confinando con le località di Madonna di Rosa a est e nord-est, e con Casa Centutis a sud-est (Il casale e la lottizzazione sviluppatosi su Viale Divisione Garibaldi).

### La località di Cragnutto
Tale località è ubicata sull'omonima via, ad est di Ligugnana. Con tale toponimo si indicano tre centri abitati diversi ubicati sulla medesima strada:
- Cragnutto o Borgo Cragnutto: Località ubicata vicino al incrocio tra Via Cragnutto e la strada Località Cragnutto. Dei tre questa è la località più vicina a Ligugnana, le altre due sono poste ad est. Qui si trovano Vila Cragnutto e la Chiesa di Ognisanti.
- Località Cragnutto o Case Deotto: Località ubicata tra Cragnutto/Borgo Cragnutto e Case Zuccheri. È caratterizzata dalla rpesenza di edifici rurali posti su parte di Via Cragnutto e Via Ramon.
- Case Zuccheri: Località posta alla fine della strada, non molto lontano dalla palude di Carbona. È caratterizzata da un complesso residenziale composto da 3 fabbricati a forma di ferro di cavallo dallo stato di conservazione leggermente compromesso e da delle servitù agricole (capanni e serre) ubicate lì dietro.

## Società

### Luoghi di culto
- Chiesa di San Lorenzo Martire (metà XX sec.)

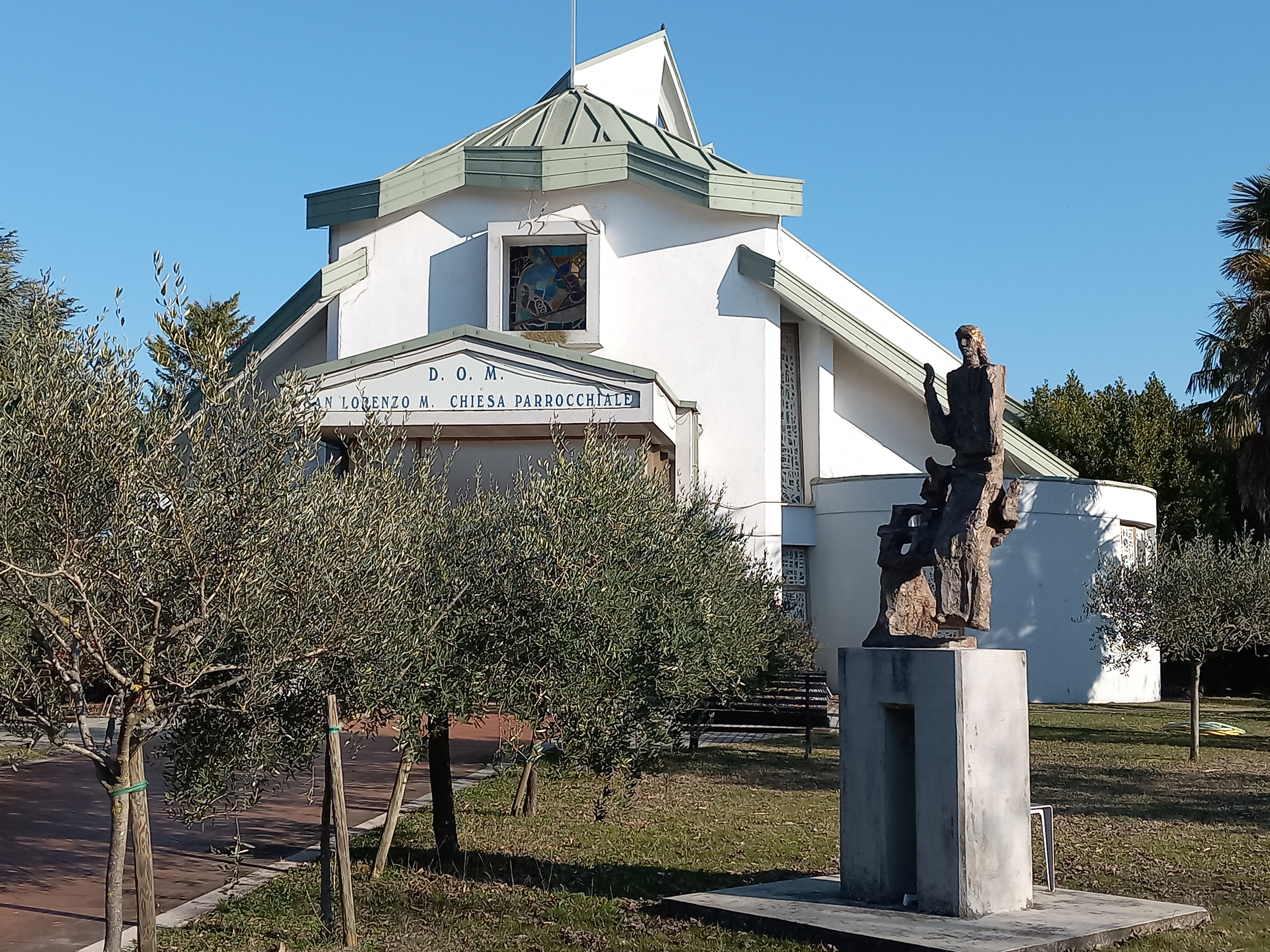
Chiesa di San Lorenzo Martire, Ligugnana

Ligugnana fa parte, insieme a Braida-Bottari, della parrocchia di Ligugnana con sede nella Chiesa di San Lorenzo Martire  situata nella parte meridionale della frazione, in direzione di Braida.
- Ass. dei Testimoni di Geova di San Vito al Tagliamento (XX o XXI sec.)

Chiamata anche "Casa del Regno", è ubicata non molto lontano dalla piazza.

### Sport
Nell'area sportiva di Ligugnana, composta da campi da Rugby e Calcio e da una palestra - chiamata Palazzetto dello Sport - di recente restaurazione, ubicata tra Ligugnana e Madonna di Rosa, operano le seguenti realtà:
- Club Subacquei San Vito;
- A.S.D.Traditional Wado Karate-Do Fenix: Assocciazione sportiva legata allo studio e pratica del Wado Ryu Karate-do e del Tai Chi Chuan. Ha una seconda sede a Teglio Veneto;
- Aikido Budo San Vito al Tagliamento: Assocciazione sportiva legata all'Aikidō;
- A.S.D. Ginnastica Sanvitese: è un'associazione sportiva legata a Ginnastica Artistica, Ginnastica Ritmica, Danza Jazz, e Danza Classica. Ha altre sedi a Cordovado, San Giovanni di Casarsa e Morsano al Tagliamento ;
- A.S.D. Rugby San Vito "Pantere": Associazione sportiva legata al rugby.

### Istruzione
Nell'area scolastica ubicata nella frazione vi sono 4 edifici scolastici:

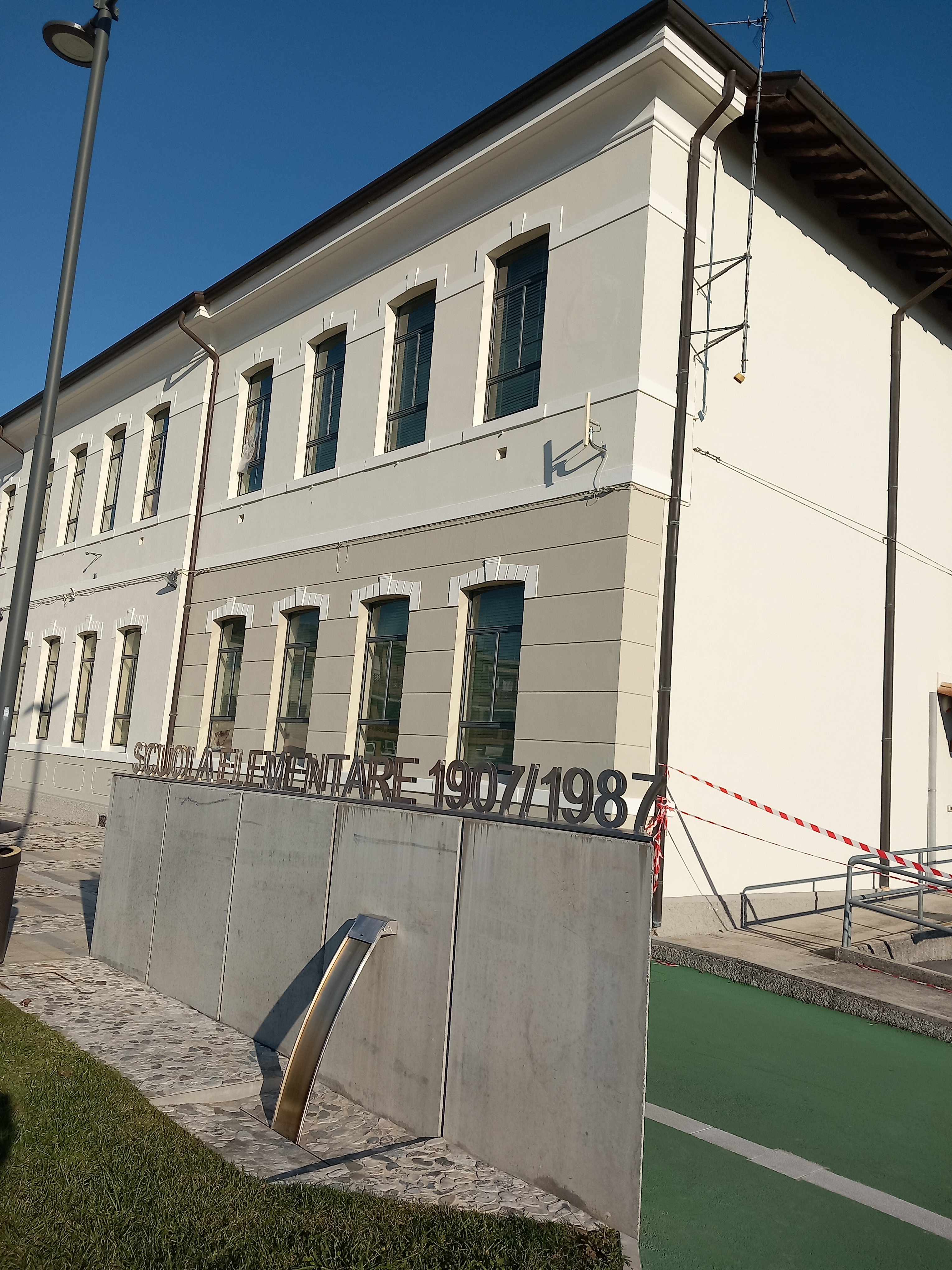
Museo storico del Friuli occidentale (ex scuola elementare di Ligugnana)

- Museo storico del Friuli occidentale (ex scuola elementare di Ligugnana)Scuola Media Statale "Pomponio Amalteo";
- Scuola primaria "Guglielmo Marconi";
- Nido d'Infanzia comunale "Arcobaleno";
- Scuola Materna "Gianni Rodari".

### Musei
- Museo storico del Friuli occidentale,